# Parafia Najświętszej Maryi Panny z Lourdes w Otominie
Parafia Najświętszej Maryi Panny z Lourdes w Otominie – parafia rzymskokatolicka, znajdująca się w archidiecezji gdańskiej, w dekanacie Kolbudy. Została erygowana 8 grudnia 2015 roku.